# Hyaenanche globosa
Hyaenanche es un género de plantas perteneciente a la familia Picrodendraceae y el único miembro de la subtribu Hyaenanchinae. Su única especie: Hyaenanche globosa (Gaertn.) Lamb. & Vahl, Descr. Cinchona: 52 (1797), es originaria de la Provincia del Cabo en Sudáfrica.

## Taxonomía
Hyaenanche globosa fue descrita por Aylmer Bourke Lambert y publicado en A description of the genus Cinchona 52: , t. 10. 1797.
Sinonimia
- Jatropha globosa Gaertn., Fruct. Sem. Pl. 2: 122 (1790).
- Toxicodendrum globosum (Gaertn.) Pax & K.Hoffm. in H.G.A.Engler, Pflanzenr., IV, 147, XV: 285 (1922).
- Toxicodendrum capense Thunb., Kongl. Vetensk. Acad. Nya Handl. 17: 188 (1796).
- Hyaenanche capensis (Thunb.) Pers., Syn. Pl. 2: 627 (1807).[1]